# Родител (его състояние)
Родител е термин от трансакционния анализ и едно от его състоянията, постулирани от Ерик Бърн. Родителят още се нарича екстеропсихика (от гръцки език екстеро – външен и психе – психика, тоест въшна психика). Той е набор от записи в мозъка на външни събития, които са неоспорвани и наложени. Според Р. Ерксин това състояние не е идентично с даден родител, а е негова детска интернализация, погледът на малкото дете за своя родител. Възрастният трябва в даден период от живота да преразгледа записите в Родителя и Детето.
Тук също има деление от структурна и функционална гледна точка:
Структурна:
- Дете в Родителя
- Родител в Родителя
- Възрастен в Родителя

Функционална:
- Нормативен Родител – Има своята конструктивна и деструктивна част. При конструктивната той контролира и поставя правилата, а при деструктивната наказва, забранява, дори и без причина.
- Обгрижващ Родител – Той подкрепя, защитава, притеснява се и други.

Според Томас Харис, Родителят се различа по словесни и физически белези:
- Словесни белези: „веднъж завинаги“, „никога“, „трябва“, „глупост" и производни изрази на тази дума, „нахален“, „отвратителен“, „тъп“, „миличко“, „синко“, „длъжен си“[5].
- Физически белези: "тропане на крака, ръце на кръста, клатене на глава, „ужасен на вид“, скръстени на гърдите ръце, кършене на ръце, цъкане, въздишане, погалване на някого, сбръчкано лице, свити устни, назидателно вдигнат пръст и други.